# 2022年什里夫波特市长选举
2022年什里夫波特市长选举于11月8日举行，由于在第一轮选举中无后选人获得绝对多数选票，因此需要通过第二轮选举选出什里夫波特的下一任市长。现任民主党籍市长阿德里安·珀金斯寻求连任，但在第一轮选举中仅名列第四而无缘决选。前什里夫波特市议员、共和党人汤姆·阿西诺和路易斯安那州参议员、民主党人格雷戈里·塔弗晋级决选。除珀金斯外，在第一轮选举中被淘汰的其他候选人还包括卡多堂区委员会主席马里奥·查维斯和市议员莱维特·富勒。
在决选中，珀金斯和什里夫波特的两任前市长（均为黑人民主党人）都支持白人共和党人阿西诺，而非黑人民主党人塔弗。他们强调支持阿西诺是基于其个性而非政治归属，他们认为阿西诺最适合这份工作。此外他们还批评塔弗投票反对《司法再投资法案》，这是路易斯安那州州长约翰·贝尔·爱德华兹所倡导的2017年量刑改革法案。塔弗得到了很多其他知名民主党人的支持，其中包括爱德华兹州长和前市长基思·海托尔，此外还获得了包括路易斯安那州参议院议长佩奇·科尔特斯在内诸多共和党人的支持。
此次决选异常激烈，双方都因家庭暴力指控而面临着负面广告攻击。此外塔弗因为在2021年之前一直住在什里夫波特郊外，并且他的妻子从他帮助引进该市的河船赌场获得了60万美元合同而受到指责。不过此二者否认在所有案件中存在不当行为，并呼吁播放负面广告者将其从电视上撤下。这场竞选的一项关键议题攸关于犯罪问题，对此塔弗声称将开展“严厉打击犯罪”运动，并表示他将召集司法机关制定一项减少暴力犯罪的计划，而阿西诺认为减少犯罪的最佳策略是改善受都市衰退影响的社区，并提议对衰退的资产实施留置权，以鼓励业主改善或出售这些资产。
在决选中阿西诺以56%对44%的得票率击败了塔弗，这是自1994年以来共和党首次赢得什里夫波特市长选举。

## 候选人

### 民主党
帕金斯最初因在竞选通知上填写错误地址而被路易斯安那州第一地区法院取消竞选资格。但路易斯安那州最高法院以4比3的投票结果推翻了该裁决以允许帕金斯继续竞选，并裁定在竞选通知上对某些问题回答错误不属于立即取消资格的理由。

#### 宣布参选
- 莱维特·富勒，什里夫波特市议员[7]
- 特蕾西·孟德尔斯，前警官和美国陆军中士[5][8][9]
- 阿德里安·珀金斯，现任市长[5][8][9]
- 格雷戈里·塔弗，路易斯安那州参议员[10]
- 达里尔·韦尔，伊丽莎白·沃伦2020年总统竞选志愿者[5][8][9]

### 共和党

#### 宣布参选
- 汤姆·阿西诺，律师，前什里夫波特市议员[5][8][9]
- 梅尔文·斯莱克，传教士[11][12]

#### 退选
- 吉姆·托利弗，卡多堂区不分区委员、 2018 年市长候选人[8] （参选市议员）[13][9]

### 独立候选人

#### 宣布参选
- 马里奥·查韦斯，卡多堂区委员会主席[5][8][9]
- 朱利叶斯·罗马诺[12]

### 自由党

#### 宣布参选
- 劳伦·雷·安德森，律师[12][14]

## 第一轮选举

### 结果
| 党派 | 党派       | 候选人                  | 得票数 | 百分比 |
| ---- | ---------- | ----------------------- | ------ | ------ |
|      | 共和党     | 汤姆·阿西诺             | 14,709 | 28.46% |
|      | 民主党     | 格雷戈里·塔弗           | 12,202 | 23.61% |
|      | 独立候选人 | 马里奥·查韦斯           | 9,458  | 18.30% |
|      | 民主党     | 阿德里安·珀金斯（现任） | 9,090  | 17.59% |
|      | 民主党     | 莱维特·富勒             | 5,029  | 9.73%  |
|      | 民主党     | 特蕾西·孟德尔斯         | 379    | 0.73%  |
|      | 民主党     | 达里尔·韦尔             | 298    | 0.58%  |
|      | 自由党     | 劳伦·雷·安德森          | 233    | 0.45%  |
|      | 共和党     | 梅尔文·斯莱克           | 147    | 0.28%  |
|      | 独立候选人 | 朱利叶斯·罗马诺         | 132    | 0.26%  |
| 合计 | 合计       | 合计                    | 51,677 | 100%   |

## 决选

### 各方背书
市政官员
- 威廉·布拉德福德，前什里夫波特市检察官[16]
- 塞德里克·格洛弗，路易斯安那州众议员、前市长（民主党）[2]
- 阿德里安·珀金斯，现任市长（民主党）[2]
- 吉姆·罗伯茨，前什里夫波特警察局长[16]
- 奥利·泰勒，前市长（民主党）[2]

州级官员
- 约翰·贝尔·爱德华兹，路易斯安那州州长[17]

州立法者
- 佩奇·科尔特斯，路易斯安那州参议院议长 （共和党）[3]
- 巴罗·皮科克，州参议员 （共和党）[3]

市政官员
- 基思·海托尔，前市长[18]

市政官员
- 莱维特·富勒，什里夫波特市议员，第一轮选举第五名（民主党）[3]

### 选举结果
| 党派 | 党派               | 候选人        | 得票数 | 百分比 |
| ---- | ------------------ | ------------- | ------ | ------ |
|      | 共和党             | 汤姆·阿西诺   | 20,724 | 56%    |
|      | 民主党             | 格雷戈里·塔弗 | 16,040 | 44%    |
| 合计 | 合计               | 合计          | 36,764 | 100    |
|      | 共和黨從民主黨赢得 |               |        |        |